# Albro
Albro är en gård och ett gästgiveri i Gillberga socken i Eskilstuna kommun.
Albro upptas som gästgiveri i Warmarcks Rese-Book från 1709 och på Rivels väg-karta från 1731. Vid laga skifte 1860–1863 bestod Albro av två hemman, det ena om 7/8 mantal var gästgivargården och ett annat om 1/8 ålades att till 1866 flytta ut från bytomten. Albro reducerades 1889 till skjutsstation och drogs in 1909. Mangårdsbyggnaden, uppförd vid mitten av 1700-talet, fanns ännu bevarad 2018.